# Base antarctique Gabriel de Castilla
La base antarctique Gabriel de Castille (en espagnol : Base Antártica Gabriel de Castilla) est une base antarctique estivale, située sur l'île de la Déception, gérée par l'armée espagnole.

## Description
Elle est dédiée à l'explorateur Gabriel de Castilla considéré par certains comme étant le découvreur de l'Antarctique.
L'Espagne entretient une autre base, la Juan Carlos Primero. Les bases disposent du brise glace et navire océanographique Hespérides (A-33) ainsi que du navire océanographique Las Palmas (A-52). 

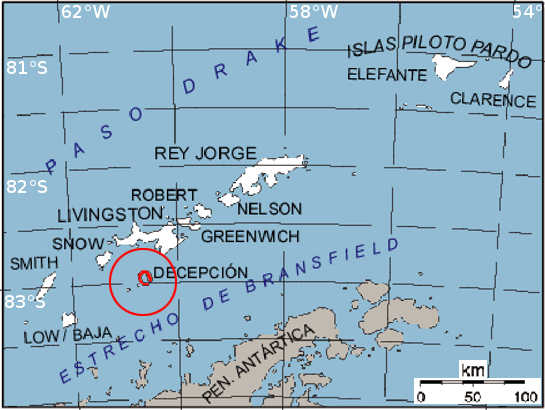
Localisation de la station